# Vorstenlanden

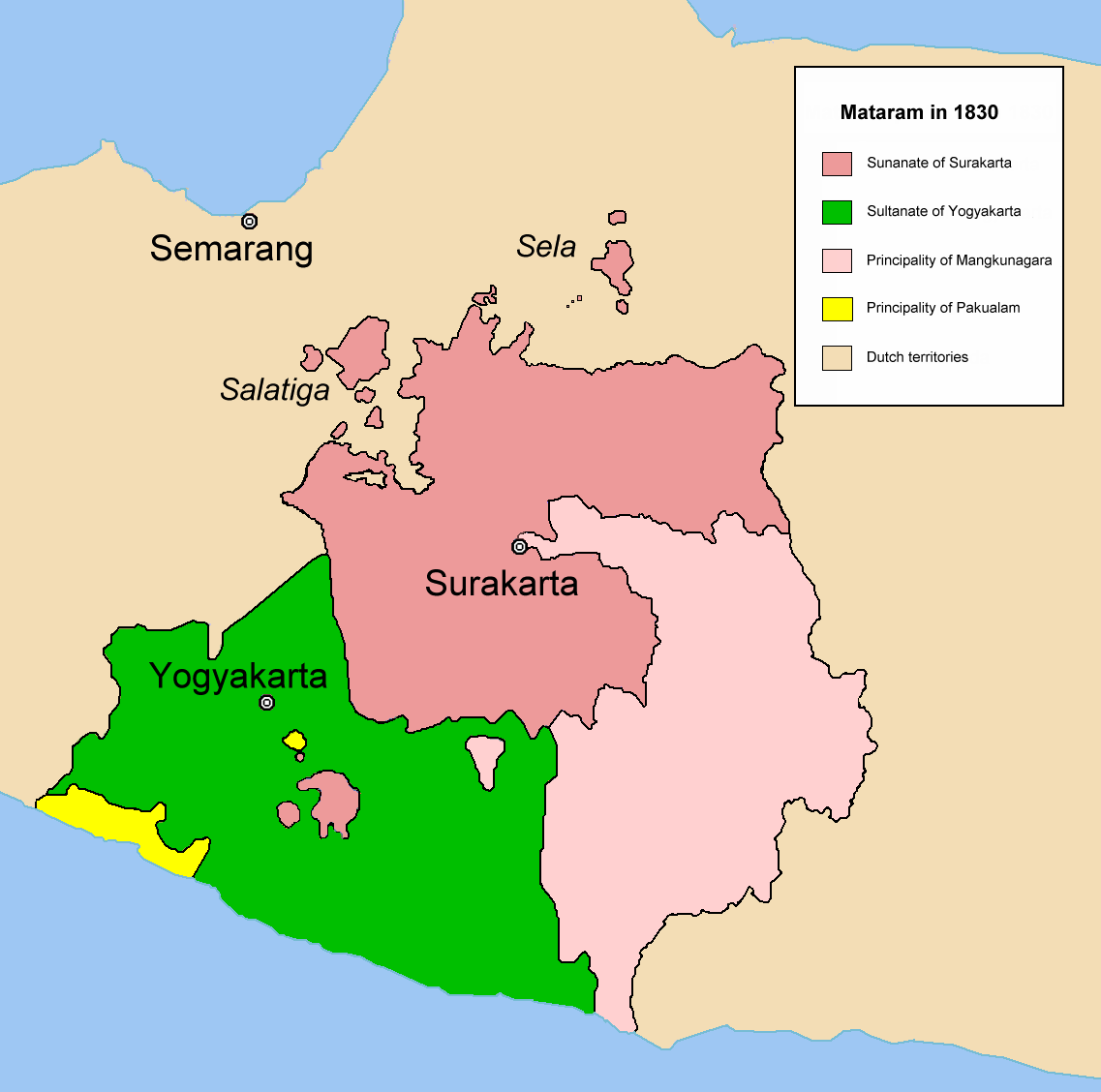
Il Vorstenlanden nel 1830.

Col termine in lingua olandese di Vorstenlanden (in italiano: stati principeschi) si indicano quattro stati principeschi nativi dell'isola di Giava nelle Indie orientali olandesi che nominalmente erano indipendenti ma de facto si trovavano sottoposti alla sovranità del Regno dei Paesi Bassi. L'autonomia politica di questi stati ad ogni modo venne più e più volte contrastata dai coloni olandesi.
I territori erano: 
- Surakarta, un sunanato a nord
- Yogyakarta, un sultanato a sud
- Mangkunegaran, un principato a est
- Pakualaman, un piccolo principato in gran parte racchiuso nell'area del sultanato di Yogyakarta

I territori principeschi erano successori del Sultanato di Mataram e si erano originati dalle guerre civili e dalle guerre di successione tra la nobiltà giavanese. Il sunanato di Surakarta rappresentava la linea diretta di successione della famiglia, mentre gli altri principati erano i rami cadetti della famiglia.
Nel 1755, durante la terza guerra di successione giavanese, il sultanato di Mataram si divise nel sunanato di Surakarta e nel sultanato di Yogyakarta; Mankunegoro si separò da Surakarta nel 1757. Infine il principato di Paku Alam si divise da Yogyakarta nel 1812 dopo l'invasione di Giava (1811).
I governanti nativi erano formalmente considerati autocrati dalle autorità coloniali tutti i loro territori erano considerati loro proprietà. Essi ad ogni modo non avevano giurisdizione sugli europei e su tutti gli indigeni non orientali e pertanto molti dei tribunali indigeni finirono per venire rimpiazzati dai corrispondenti olandesi. Il governo coloniale inoltre assunse poteri anche in altre aree; i territori principeschi, infatti, non disponevano di un proprio servizio postale, ad esempio, e pertanto l'amministrazione coloniale olandese ottiene il ruolo di fratello maggiore nel tutelare i principi nativi al punto che i governatori ottennero il privilegio di cedere il braccio destro ai governanti accompagnandoli nelle cerimonie pubbliche. Le autorità olandesi riconobbero ad ogni modo il titolo di Altezza Principesca ai principi locali.
Yogyakarta è l'unico dei Vorstenland che ancora oggi ha uno status speciale all'interno della Repubblica di Indonesia, ovvero che costituisce un daerah istimewah (distretto speciale).